# 异环
《异环》是一款即将推出的免费开放世界动作角色扮演游戏，由《幻塔》的开发商完美世界的子公司Hotta Studio开发。玩家在游戏中扮演一名鉴定师，一边探索世界，一边与敌对势力作战。

## 游戏
《异环》是一款采用第三人称视角的 3D 动作角色扮演游戏。 玩家控制不同的角色，在开放的虚拟世界中四处旅行并收集物品。 玩家角色可以奔跑、跳跃、冲刺、攀爬、游泳，还可以驾驶各种车辆在世界中移动。 除冲刺外，角色的其他特殊动作都受到可再生体力条的限制，体力条会随着角色继续该动作模式而慢慢消耗。
游戏以车辆定制和升级业务为特色。